# Episodi di El Chapo (terza stagione)
La terza stagione della serie televisiva El Chapo è stata trasmessa negli Stati Uniti dal 9 al 25 luglio 2018 sul canale Univision, suddivisa in 13 episodi. 
In Italia, la terza stagione è stata pubblicata sulla piattaforma Netflix il 27 luglio 2018.
| nº | Titolo originale | Titolo italiano | Prima TV USA   | Prima TV Italia |
| -- | ---------------- | --------------- | -------------- | --------------- |
| 1  | Episode 1        | Episodio 1      | 9 luglio 2018  | 27 luglio 2018  |
| 2  | Episode 2        | Episodio 2      | 10 luglio 2018 | 27 luglio 2018  |
| 3  | Episode 3        | Episodio 3      | 11 luglio 2018 | 27 luglio 2018  |
| 4  | Episode 4        | Episodio 4      | 12 luglio 2018 | 27 luglio 2018  |
| 5  | Episode 5        | Episodio 5      | 13 luglio 2018 | 27 luglio 2018  |
| 6  | Episode 6        | Episodio 6      | 16 luglio 2018 | 27 luglio 2018  |
| 7  | Episode 7        | Episodio 7      | 17 luglio 2018 | 27 luglio 2018  |
| 8  | Episode 8        | Episodio 8      | 18 luglio 2018 | 27 luglio 2018  |
| 9  | Episode 9        | Episodio 9      | 19 luglio 2018 | 27 luglio 2018  |
| 10 | Episode 10       | Episodio 10     | 20 luglio 2018 | 27 luglio 2018  |
| 11 | Episode 11       | Episodio 11     | 23 luglio 2018 | 27 luglio 2018  |
| 12 | Episode 12       | Episodio 12     | 24 luglio 2018 | 27 luglio 2018  |
| 13 | Episode 13       | Episodio 13     | 25 luglio 2018 | 27 luglio 2018  |